# نادي القرداحة
نادي القرداحة الرياضي هو نادي كرة قدم سوري من مدينة القرداحة في محافظة اللاذقية. تم تأسيس النادي عام 1981. يلعب مبارياته على ملعب القرداحة. تمكن من الحصول على المرتبة الثالثة في الدوري السوري الممتاز موسم 2002–2003.